# Poa spontanea
Poa spontanea är en gräsart som beskrevs av Norman Loftus Bor. Poa spontanea ingår i släktet gröen, och familjen gräs. Inga underarter finns listade i Catalogue of Life.